# تسمية الكوكب الصغير

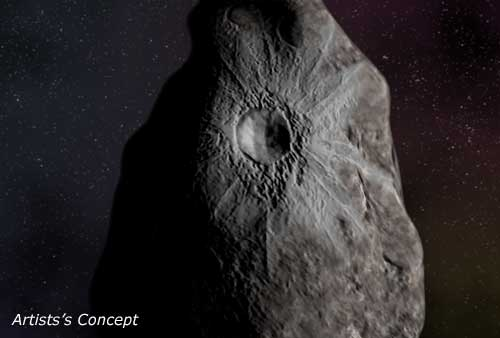
8405 ازبلوس، قنطور اكتشف في عام 1995

تسمية الكوكب-الصغير رسميًا تسميات الكواكب الصغيرة هي مزيج من رقم -واسم يشرف عليها مركز الكواكب الصغيرة، وهو فرع من الاتحاد الفلكي الدولي. تستخدم تسميات مركز الكواكب الصغيرة للكواكب القزمة والقناطير واجرام النظام الشمسي الصغيرة مثل الكويكبات، ولكن ليس لتسمية المذنبات. يتم التعيين عند تأكيد مدار الجرم، ولا علاقة لها بالتسميات المؤقتة التي يتم تعيينها تلقائيا عندما يُكتَشَف الجرم.
جزأي التعيين الرسمي هما
- رقم .تعيين تاريخي من أجل تقريب وقت وترتيب للاكتشاف، الآن يتم التعيين عند تأكيد مدار الجرم فقط عبر 4 عمليات رصد مقابلة[1]

،مقرون مع
- اسم، يتم تعينة من قبل المكتشف، في الوقت الحاضر الأسم الأكثر شيوعا، هو التعيين المؤقت.[2]

بناء الجملة هو (رقم) اسم ، مثال ؛
- (90377) سدنا و (25) فوكايا، في الوقت الحاضر يتم تجاهل الأقواس.

## تاريخ
قبل 1851 كان هناك 15 كويكب معروف، وكان لكل واحد منها الرمز الخاص بة. نمت الرموز واصبحت معقدة على نحو متزايد مع تنامي عدد الأجرام ووجد بعض علماء الفلك صعوبة لأن الأسماء كانت تقيد يدويا. في عام 1851 اقترح بنجامين أبثورب غولد ترقيم الكويكبات وترتيبها حسب الاكتشاف، ووضع هذا الرقم في دائرة كرمز للكويكب، مثل ④ للكويكب الرابع، 4 فيستا.
الاستثناء الرئيسي لاتفاقية بأن الرقم يحدد الأكتشاف أو المدار هو حالة بلوتو.منذ ان تم تصنيف بلوتو في البداية ككوكب، لم يتم منحه رقم عند الأكتشاف حتى تم إعادة تعريفة عام 2006 ككوكب قزم .عند هذه المرحلة، التعيين الرسمي لبلوتو هو (134340) بلوتو.وفقا لتسميات الكوكب الصغيرة.
اعتبارا من مارس 2017، بلغ عدد الكواكب الصغيرة المرقمة 488,449 جرم، و 17,177 جرم غير مرقم